# Penuganchiprolu
Penuganchiprolu là một trong 50 mandal thuộc huyện Krishna, bang Andhra Pradesh. Nơi đây có ngôi đền nổi tiếng Sri Lakshmi Tirupatamma nằm bên bờ sông Muneru River.